# Atmosfera de Venus
L'atmosfera de Venus comprèn la capa de gas que cobreix la superfície del segon planeta del sistema solar. És molt més densa i més calenta que la terrestre: la temperatura de la superfície és de 740 K (467 °C), mentre que la pressió és de 93 bar. L'atmosfera venusiana té núvols opacs compostos d'àcid sulfúric, el que fa impossible les observacions òptiques de la superfície. Informació sobre la topografia es van obtenir només per les imatges de radar. Els principals gasos atmosfèrics són el diòxid de carboni i el nitrogen. Altres compostos químics són presents només en petites traces.
L'atmosfera de Venus és un estat vigorós de moviment i de superrotació, i circumda tot el planeta en només quatre dies terrestres, molt més ràpid que la rotació del planeta 243 dies. Els vents que produeixen la superrotació assoleixen velocitats de més de 100 m/s (360 km/h) i es mouen a una velocitat 60 vegades més gran que la rotació del planeta, mentre que a la Terra els vents més ràpids assoleixen velocitats del 10% al 20% de la velocitat de la seva rotació. D'altra banda, el vent es fa cada vegada més lent, com l'elevació de la superfície disminueix, amb la brisa amb prou feines arriba a la velocitat 10 km/h a la superfície. A prop dels pols són estructures anticiclòniques anomenades vòrtexs polars. Cada vòrtex té dos ulls i té un patró característic de núvols en forma de S.
A diferència de la Terra, Venus no té camp magnètic. La seva ionosfera separa l'atmosfera des de l'espai exterior i del vent solar. Aquesta capa ionitzada exclou del camp magnètic solar, donant al planeta un entorn magnètic diferent, anomenat magnetosfera induïda de Venus. Els gasos lleugers, inclosos el vapor d'aigua, són arrossegats contínuament pel vent solar a través de la cua magnètica induïda. S'especula que quatre bilions d'anys l'atmosfera de Venus va ser similar a la de la Terra amb aigua líquida a la superfície. L'efecte hivernacle pot haver estat causat per l'evaporació de l'aigua superficial i posterior augment de gasos amb efecte d'hivernacle.
Malgrat les condicions extremes a la superfície de Venus, la pressió atmosfèrica i la temperatura entre 50 km i 65 km per sobre de la superfície del planeta és aproximadament la mateixa que la Terra, pel que la seva atmosfera superior de la zona més semblant a la de la Terra en el sistema solar, més semblant a aquesta que la superfície de Mart. A causa de la similitud en la pressió i la temperatura i el fet que l'aire respirable de Venus (21 % d'oxigen, el 78 % de nitrogen) és més lleuger que l'aire, es va proposar que l'atmosfera superior podria ser un bon lloc per a l'exploració i colonització.

## Estructura i composició

### Composició

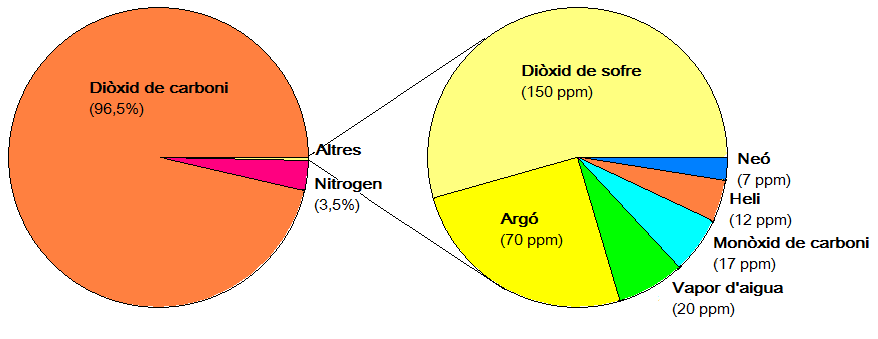
Gràfic de sectors de l'atmosfera de Venus. El gràfic de la dreta és una vista explosionada dels elements que en el seu conjunt no fan ni tan sols una desena part de l'u per cent.

L'atmosfera de Venus es compon principalment de diòxid de carboni, juntament amb una petita quantitat de Nitrogen i traces d'altres elements. La quantitat de nitrogen a l'atmosfera és relativament petita en comparació amb la quantitat de diòxid de carboni a l'atmosfera, però és molt més gran que la Terra, el seu contingut de nitrogen és aproximadament quatre vegades més gran, fins i tot amb nitrogen representant al voltant del 78% de l'atmosfera terrestre.
L'atmosfera de Venus conté petites quantitats de diversos compostos, incloses algunes basades en hidrogen com el clorur d'hidrogen i el fluorur d'hidrogen, així com el monòxid de carboni, el vapor d'aigua i l'oxigen molecular. S'ha teoritzat que una gran quantitat d'hidrogen s'ha perdut, amb la major part de la resta transformant-se en àcid sulfúric (H₂SO₄) i sulfur d'hidrogen. Posteriorment, hi ha molt poc hidrogen en l'atmosfera del planeta. La pèrdua d'una gran quantitat d'hidrogen s'ha demostrat per l'alta relació de D/H mesurat en l'atmosfera de Venus. La proporció és de 0,025, molt més gran que el valor terrestre d'1,6 ×10−4. D'altra banda, la relació D/H de l'atmosfera superior del planeta és 1,5 vegades més alta que en la baixa atmosfera.

### Troposfera

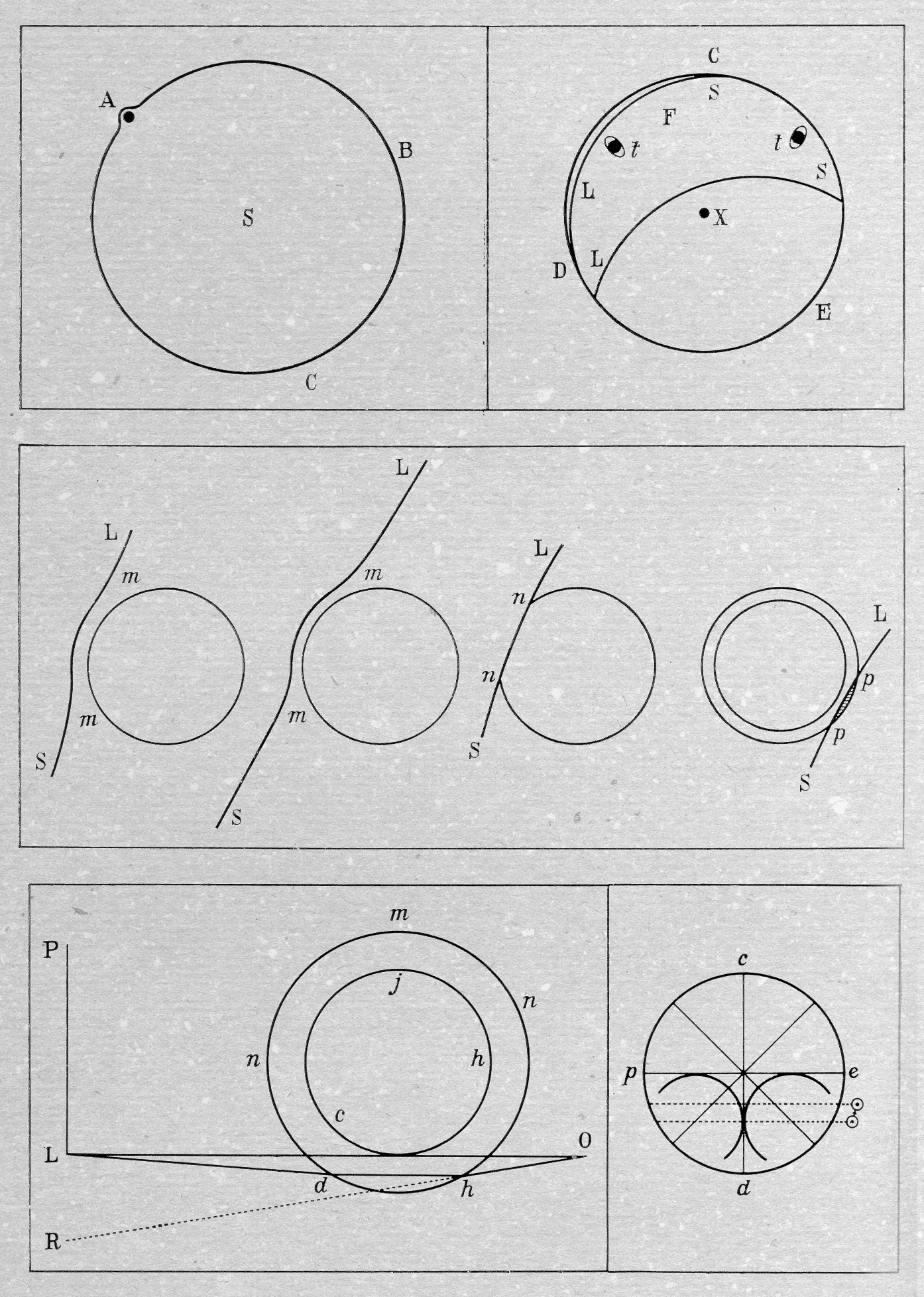
Dibuix de Mikhaïl Lomonóssov que va fer el 1761 en la seva obra sobre el descobriment de l'atmosfera de Venus.

L'atmosfera de Venus es divideix en algunes seccions en funció de l'altitud. La part més densa de l'atmosfera, la troposfera, comença en la superfície i s'estén fins als 65 km d'altura. En la superfície, els vents són lents, però a la part superior de la troposfera la temperatura i la pressió es troben en nivells similars a la terra i els núvols assoleixen velocitats de 100 m/s.
La pressió atmosfèrica a la superfície de Venus és d'aproximadament 92 vegades la de la Terra, similar a la pressió a 910 metres per sota la superfície de l'oceà. Té una massa de 4,8×1020 kg., aproximadament 93 vegades la massa total de l'atmosfera de la Terra. La pressió que es troba a la superfície de Venus és prou alta perquè el diòxid de carboni ja no sigui un gas però és un fluid supercrític. La densitat de l'aire a la superfície és 67 kg./m³, que és 6,5% la densitat de l'aigua líquida a la Terra.
La major quantitat de CO₂ a l'atmosfera de Venus amb el vapor d'aigua i diòxid de sofre crea un potent efecte hivernacle, que atrapen l'energia solar i l'augment de la temperatura de la superfície a 740 K (467 °C) més calenta que qualsevol altre planeta del sistema solar, inclòs Mercuri, tot i estar situat a doble distància del Sol i rebre només el 25% de l'energia solar que rep Mercuri. La temperatura mitjana de la superfície està per sobre del punt de fusió del plom (600 k, 327 °C), estany (505 K, 232 °C) i zinc (693 K, 420 °C). La densa atmosfera també fa que la diferència de temperatura entre el dia i la nit sigui baixa, fins i tot la lenta rotació retrògrada del planeta fan un sol dia solar duri 116,5 dies terrestres. La superfície de Venus és de 58,3 dies en la foscor abans que el Sol surti de nou darrere dels núvols.
|             |                  |                               |
| Altura (km) | Temperatura (°C) | Pressió atmosfèrica (x Terra) |
| 0           | 462              | 92,10                         |
| 5           | 424              | 66,65                         |
| 10          | 385              | 47,39                         |
| 15          | 348              | 33,04                         |
| 20          | 306              | 22,52                         |
| 25          | 264              | 14,93                         |
| 30          | 222              | 9,851                         |
| 35          | 180              | 5,917                         |
| 40          | 143              | 3,501                         |
| 45          | 110              | 1,979                         |
| 50          | 75               | 1,066                         |
| 55          | 27               | 0,5314                        |
| 60          | −10              | 0,2357                        |
| 65          | −30              | 0,09765                       |
| 70          | −43              | 0,03690                       |
| 80          | −76              | 0,004760                      |
| 90          | −104             | 0,0003736                     |
| 100         | −112             | 0,00002660                    |

A Venus la troposfera conté el 99% de la massa de l'atmosfera on el 90% de la massa es troba a 28 km de la superfície. En comparació, el 90% de l'atmosfera de la Terra es troba a menys de 10 km de la superfície. A una alçada de 50 km la pressió atmosfèrica és aproximadament igual a la superfície terrestre. Al costat de Venus, on és de nit, els núvols es poden trobar fins a 80 km per sobre de la superfície.
L'àrea de la troposfera venusiana més similar a la Terra és a prop de la tropopausa, el límit entre la troposfera i la mesosfera. Es troba a poc més de 50 km. D'acord amb els mesuraments de les sondes Magellan i Venus Express, la zona compresa entre els 52,5 i els 54 km té una temperatura d'entre 293 K (20 °C) i 310 K (37 °C) i l'àrea de 49,5 km per sobre de la superfície és on la pressió és igual a la de la Terra al nivell del mar. Com a naus espacials no tripulades enviades a Venus serien capaces de compensar les diferències de temperatura, fins a cert punt, en qualsevol lloc de 50 a 54 km sobre la superfície seria la millor zona per a l'exploració o colonització, on la temperatura permetria l'existència d'aigua líquida (entre 273 K (0 °C) i 323 K (50 °C)) i la pressió de l'aire seria igual a les zones habitades de la Terra.

### Circulació
La circulació a la troposfera de Venus segueix un enfocament ciclostròfic. La velocitat del seu vent es determina per l'equilibri del gradient de pressió i les forces centrífugues en el flux zonal. En contrast, la circulació en l'atmosfera es regeix per l'equilibri geostròfic. Les velocitats del vent a Venus es poden mesurar directament només per l'atmosfera superior (tropopausa), a altituds d'entre 60 i 70 km, corresponents a la cobertura dels núvols més alts. El moviment dels núvols s'observa normalment en la part ultraviolada de l'espectre, on el contrast a través dels núvols s'incrementa. La velocitat lineal del vent en aquest nivell és d'uns 100 ± 10 m/s en les latituds més baixes que 50 °. El vent mou mou en sentit retrògrad, així com la rotació del planeta. Disminueix ràpidament cap a les latituds altes, finalment arribar a zero en els pols. Aquests forts vents des de la part superior de l'atmosfera provoquen un fenomen conegut com a superrotació de l'atmosfera. En altres paraules, aquests vents ràpids circulen al voltant del planeta que gira més de pressa. La superrotació de Venus és diferencial, això vol dir que la troposfera equatorial superrotaciona més lentament que la troposfera en les latituds mitjanes. Els vents també tenen un fort gradient vertical. Baixen profundament en la troposfera a un ritme de 3 m/s per km. A prop de la superfície els vents de Venus són molt més lents que els de la Terra. Es mouen a pocs quilòmetres per hora (en general menys de 2 m/s amb una mitjana 0,3-1,0 m/s), però a causa de l'alta densitat de l'atmosfera en la superfície, és suficient per portar la pols i petites pedres de la superfície, com un corrent lent d'aigua.
Tots els vents a Venus són dirigits per convecció. L'aire calent s'eleva a la zona equatorial, on es concentra la calefacció solar, i es va als pols. Aquest fenomen s'anomena la circulació de Hadley. No obstant això, el moviment de l'aire del sud és molt més lent que els vents zonals. El límit polar de la cèl·lula de Hadley de Venus és a prop de la latitud 60°. En aquesta zona l'aire s'enfonsa i torna a l'equador sota dels núvols. Aquesta interpretació es basa en la distribució de monòxid de carboni, que es concentra en les latituds a prop dels 60°. Per sobre del límit polar de la cèl·lula de Hadley s'observa un patró diferent de moviment. En latituds entre 60° i 70° hi ha collarets de gel polars, que es caracteritzen per temperatures de 30 a 40 K més baixes que la troposfera superior en latituds properes. La temperatura més baixa es deu probablement a l'aflorament d'aire en ells i el refredament per evaporació resultant. Aquesta interpretació es basa en els núvols més alts i densos en collarets. Els núvols estan a altituds d'entre 70 i 72 km en collarets per sobre dels 5 km més alta que en els pols i les latituds baixes. Una connexió pot existir entre els collarets freds i els dolls ràpids de latituds mitjanes on el vent arriba a velocitats de 140 m/s. Els dolls també ho són una conseqüència natural del tipus de moviment Hadley i han d'existir a Venus entre les latituds 55-60°.
Estructures estranyes conegudes com a vòrtexs polars es troben en els collarets polars. Són tempestes gegants similars als huracans quatre vegades més elevats que els seus anàlegs terrestres. Cada vòrtex té dos "ulls": els centres de rotació, que estan connectats per diferents estructures de núvols en forma de S. Estructures com dos ulls són també anomenats dipols polars. Els vòrtexs giren sobre un període de tres dies en la direcció de superrotació general de l'atmosfera. La velocitat lineal del vent és de 35–50 m/s prop del seu brodat exterior i zero als pols. La temperatura a la part superior dels núvols dels vòrtexs polars és molt més gran que els propers collars polars arriben 250 K (−23 °C). La interpretació convencional dels vòrtexs polars és que són els anticiclons amb subsidència al centre i en l'aflorament dels collars polars freds. Aquest tipus de moviment és com els vòrtexs anticiclònics polars a l'hivern a la Terra, especialment la troballa a l'Antàrtida. Les observacions indiquen que la circulació anticiclònica observat a prop dels pols pot penetrar fins a 50 km d'altitud, és a dir, a la base dels núvols. La troposfera superior polar i la mesosfera són extremadament dinàmiques; grans núvols brillants poden aparèixer i desaparèixer en un període d'unes poques hores. Aquest esdeveniment va ser observat per la Venus Express de 9 i 13 gener de 2007, quan la regió polar sud va ser d'un 30% més brillant. Aquest esdeveniment va ser probablement causat per una injecció de diòxid de sofre en la mesosfera, que després es condensa per formar una boira brillant. Els dos ulls en vòrtexs no s'han explicat.
El primer vòrtex de Venus va ser descobert al Pol Nord per la missió Pioneer Venus de 1978. El descobriment del segon vòrtex polar de dos ulls en el pol sud de Venus es va fer al juny de 2006 per la Venus Express.

### L'atmosfera superior i la ionosfera

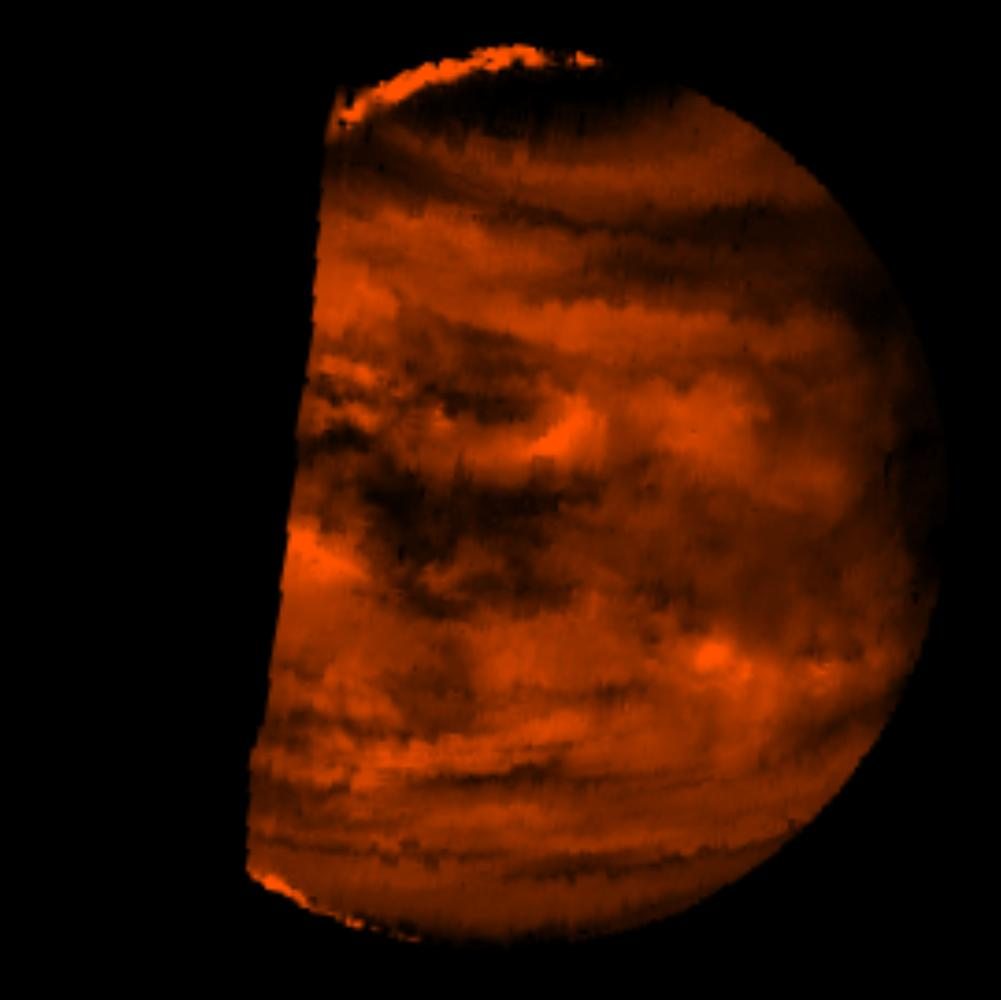
Imatge en fals color en l'infraroig proper (2,3 μm) de la profunda atmosfera de Venus obtinguda per la sonda Galileu. Les taques fosques són núvols en silueta amb l'atmosfera calenta inferior emetent radiació infraroja tèrmica.

La mesosfera de Venus s'estén des de 65 km a 120 km d'altura, i la termosfera comença aproximadament als 120 km, fins a arribar al límit superior de l'atmosfera (exosfera) de 220 a 350 km.
La mesosfera de Venus es pot dividir en dues capes: la més baixa entre 62 i 73 km en els pols (entre 65 i 67 km a l'equador) i la més alta entre 73 i 95 km. A la primera capa de la temperatura és gairebé constant a 230 K (& minus;43 °C). Aquesta capa coincideix amb la cobertura de núvols superior. A la segona capa la temperatura comença a disminuir de nou aconseguint prop de 165 K (−108 °C) a una alçada de 95 km, on comença la mesopausa. És el lloc més fred al costat diürn de Venus. A la part diürna de la mesopausa, que es troba entre la mesosfera i termosfera entre 95 i 120 km, la temperatura augmenta fins aproximadament de 300 a 400 K (27-127 °C). Per contra, el costat nocturn de Venus és el lloc més fred del planeta amb una temperatura de 100 K (−173 °C). També se l'anomena criosfera.
El patró de circulació a la mesosfera superior i la termosfera de Venus és completament diferent de la norma en l'atmosfera inferior. En altituds entre 90 i 150 km l'aire venusià es mou des del costat diürn del planeta al fosc, amb aflorament a l'hemisferi enfront del Sol i l'enfonsament en l'hemisferi fosc. L'enfonsament a l'hemisferi fosc causa l'escalfament adiabàtic de l'aire, formant una capa de calor a la mesosfera nocturna a altituds entre 90 i 120 km. La temperatura d'aquesta capa, 230 K (−43 °C) és molt més alta que la temperatura típica que es troba al costat fosc de la termosfera, 100 K (−173 °C). L'aire del costat diürn
també porta àtoms d'oxigen, que després de la recombinació forma molècules d'oxigen en l'estat singlet (¹Δg), que després emeten radiació infraroja a una longitud d'ona d'1,27 μm. La radiació a aquesta altitud (entre 90 i 100 km) es troba sovint a la Terra o sondes espacials. La mesosfera superior nocturna i la termosfera de Venus són també la font d'emissions no-ETL (Equilibri Termodinàmic Local) de molècules de CO₂ i monòxid de nitrogen, que són responsables de la baixa temperatura a la termosfera nocturna.
La sonda Venus Express va mostrar a través d'ocultacions estel·lars que la boirina atmosfèrica s'estén molt més lluny que en el costat nocturn que del diürn. Al costat diürn la coberta de núvols té un gruix de 20 km i s'estén fins als 65 km, mentre que en el costat nocturn de la coberta de núvols en forma d'una fina boira que n'arriba als 90 km d'altitud fins ben entrada la mesosfera, encara més 105 km com a boira més transparent.
Venus té una ionosfera estesa situada en altituds entre 120 i 300 km que gairebé coincideix amb la termosfera. Els alts nivells d'ionització es mantenen només en el costat diürn del planeta. Pel costat fosc, la concentració d'electrons és gairebé zero. La ionosfera de Venus es compon de tres capes: la primera entre 120 i 130 km, la segona entre 140 i 160 km i la tercera entre 200 i 250 km. Hi pot haver una altra capa prop de 180 km. El nombre màxim d'electrons en una unitat de volum, 3×1011 m-3, que s'aconsegueix en la segona capa a prop del punt subsolar. El límit superior de la ionosfera, la ionopausa, es troba en altituds entre 220 i 375 km i separa el plasma de l'origen planetari del plasma de la manestosfera induïda.
 El principal component de la primera i segona capa és l'ió O₂+, mentre que la tercera capa consisteix en ions O+. El plasma ionosfèric s'observa en moviment; la fotoionització solar al costat diürn i la recombinació d'ions al costat fosc són el principal procés per accelerar el plasma a les velocitats observades. El corrent de plasma semblava ser suficient per mantenir la ionosfera nocturna al nivell mitjà de densitat d'ions.

## Magnetosfera induïda
Venus no té camp magnètic. La raó de la seva absència és desconegut, però probablement està relacionada amb la baixa velocitat de rotació del planeta o la manca de convecció en el mantell. El planeta té només una magnetosfera induïda formada pel camp magnètic del Sol portat pel vent solar. Aquest procés pot ser entès com el camp magnètic de trobar un obstacle, en aquest cas Venus. La magnetosfera induïda de Venus té un xoc en arc, embolcall magnètic, magnetopausa i magnetocua.
En el punt subsolar o xoc en arc és de 1900 km per sobre de la superfície de Venus (0,3 vegades el radi del planeta). Aquesta distància va ser mesurada el 2007 per a un període de baixa activitat solar. Prop de l'activitat solar màxima, aquesta distància pot ser de diverses vegades més gran. La magnetopausa està situada a una altitud de 300 km. El límit superior de la ionosfera (ionopausa) és d'uns 250 km. Entre la magnetopausa i la ionopausa hi ha una barrera magnètica, un reforç del camp magnètic local, que impedeix que el plasma solar penetri més profundament a l'atmosfera, almenys en períodes de baixa activitat solar. El camp magnètic en la barrera arriba als 40 nT. La magnetocua segueix més de deu vegades el radi de Venus. És la part més activa de la magnetosfera del planeta. Hi ha esdeveniments de reconnexió i l'acceleració de partícules a la cua. L'energia dels electrons i dels ions a la magnetocua té uns 100 ev i 1000 ev respectivament.
Degut a la falta d'un camp magnètic significatiu a Venus, el vent solar penetra profundament a l'exosfera del planeta i causa pèrdua considerable d'atmosfera. La pèrdua succeeix principalment a través magnetocua. Actualment els principals tipus d'ions que es perden són O+, H+ i He+. La taxa de pèrdua d'hidrogen a oxigen és d'aproximadament 2 (o gairebé estequiomètrica), el que indica la pèrdua contínua d'aigua.

## Núvols
Els núvols venusians són abundants i compostos per diòxid de sofre i gotes d'àcid sulfúric, i es reflecteix aproximadament el 75% a 85% de la llum del sol, deixant la superfície del planeta fosc per a l'observació regular. La reflectivitat dels núvols fa que la quantitat de llum reflectida cap amunt és gairebé la mateixa que la rebuda del sol, i un sensor de l'explotació dels cims dels núvols rebria l'energia solar gairebé tan bé com anteriorment, permetent que les cèl·lules solars es pot ajustar en qualsevol punt.
La capa de núvols és tan reflexiva que poca llum pot penetrar a la superfície, i el nivell de brillantor és de 5 000–10,000 lux amb una visibilitat de tres quilòmetres. Amb aquest petit nivell o cap energia solar possiblement podria ser recollits pels sensors i la humitat és menor que 0,1%.

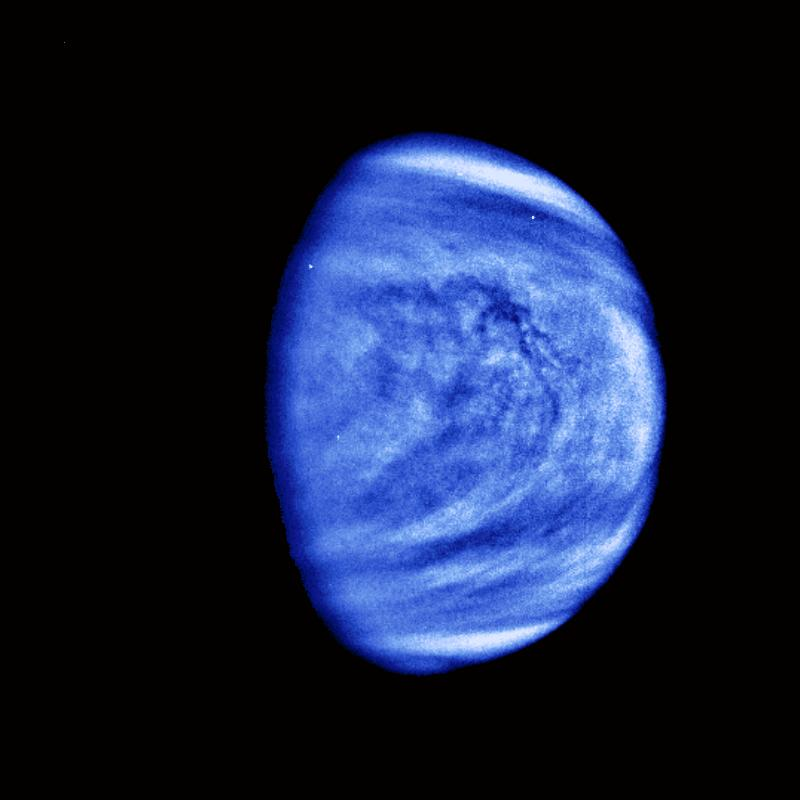
Fotografia d'alt contrast i el filtre ultraviolat presa per la sonda Galileu cap al planeta Jupiter a la dècada de 1990, durant un sobrevol per Venus.

L'àcid sulfúric es produeix a l'atmosfera superior per una acció fotoquímica del Sol amb el diòxid de carboni, el diòxid de sofre i el vapor d'aigua. Longitud d'ona del fotó és per sota de 169 nm pot fotodissociar el diòxid de carboni a monòxid de carboni i oxigen atòmic. L'oxigen atòmic és altament reactiu i reacciona amb el diòxid de sofre, un dels components de rastreig de l'atmosfera venusiana, resultats en triòxid de sofre que pot combinar-se amb el vapor d'aigua, un altre component de rastreig de l'atmosfera, la formació d'àcid sulfúric.
CO₂ → CO + O
SO₂ + O → SO₃
SO₃ + H₂O → H₂SO₄
Les pluges d'àcid sulfúric mai arriben a terra, ja que s'evapora per la calor abans d'arribar-hi, és un fenomen conegut com a virga. Es va teoritzar que l'activitat volcànica en l'inici de la història de Venus alliberés sofre a l'atmosfera i les altes temperatures va impedir que l'element fos atrapat en compostos sòlids en la superfície, a tal com va passar a la Terra.
Els núvols de Venus són capaços de produir llamps tant com els núvols terrestres. L'existència dels llamps ha estat motiu de controvèrsia des que els primers sospitosos esclats que van ser detectats per la soviètica Venera. No obstant això, el 2006–2007 la Venus Express va informar de la detecció de les ones electromagnètiques que s'associen amb llamps llamps. L'aparició intermitent indica unes activitats climàtiques típiques associades amb una taxa d'un raig que és almenys la meitat de l'observada a la Terra.
El 2009, un prominent punt brillant en l'atmosfera de Venus va ser observat per un astrònom aficionat i fotografiat per la Venus Express. El seu origen és actualment desconegut, amb activitat volcànica a la superfície pot ser una possible explicació.

## Possibilitat de vida
A causa de les difícils condicions de la superfície, pocs llocs del planeta s'ha explorat, i el fet que la vida entesa actualment pot no ser necessàriament el mateix en altres parts de l'univers, l'abast i la tenacitat de la vida a la Terra mateixa no s'ha demostrat. Existeixen criatures conegudes com a extremòfils a la Terra, i prefereixen hàbitats extrems. Els termòfils i els hipertermòfils sobreviuen a temperatures per sobre del punt d'ebullició de l'aigua, acidòfils a nivells de pH 3 o menys, i els poliextremòfils poden sobreviure durant diverses condicions extremes, i existeixen molts altres tipus extremòfils a la Terra.
No obstant això, podria existir la vida fora de la banda extremòfila a la part superior dels núvols, tal com un bacteri va ser trobat vivint i reproduint-se en els núvols terrestres, i s'ha proposat que la vida va poder existir en la mateixa zona a Venus. Els microbis en l'espessa i ennuvolada atmosfera podrien estar protegits de la radiació solar pels compostos de sofre presents en l'aire.
L'atmosfera venusiana va demostrar ser suficientment fora d'equilibri per balanç a requerir una més gran investigació. Les dades analitzades de les missions Venera, Pioneer i de Magallanes van trobar que els compostos de sulfur d'hidrogen (H₂S) i de diòxid de sofre (SO₂) junts en l'atmosfera superior. Els dos primers gasos reaccionen un amb l'altre, el que implica que n'hi ha una font per a la producció. D'altra banda, de vegades es passa per alt el fet que una les sondes Venera va detectar grans quantitats de clor just a sota dels núvols venusians.
S'ha suggerit que aquesta altitud els microbis podrien absorbir la llum ultraviolada del Sol com a font d'energia, això podria ser una possible explicació per a les taques fosques vistes en imatges d'UV del planeta. Les grans partícules no esfèriques en els núvols s'han trobat i la seva composició és encara desconeguda.

## Evolució

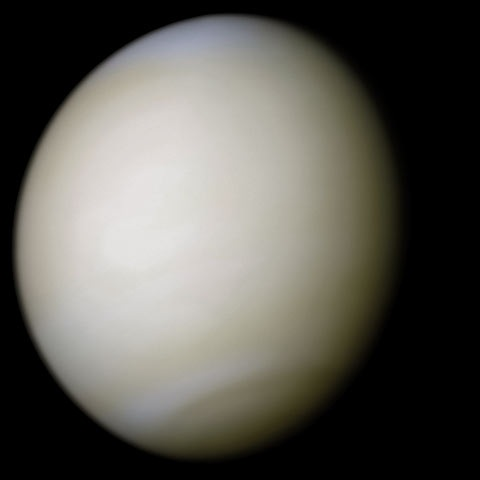
Atmosfera venusiana en els colors reals, imatge capturada per la sonda Mariner 10

Existeixen dues hipòtesis principals que expliquen la formació d'una atmosfera global. La primera és la teoria de l'acreció, que suposa que l'atmosfera es va originar per la presència de gasos en la composició de planetesimals primitius que hauria format el planeta. L'altra hipòtesi, la captura, suggereix que els gasos atmosfèrics van ser capturats a partir de fonts externes: la nebulosa solar primitiva, cometes o vent solar. La primera teoria s'afebleix, però, pels actuals models de solidificació dels planetes. Segons aquests models, algunes desenes de milions d'anys després de la consolidació del nucli planetari haurien d'haver format una escorça primitiva; tanmateix, durant aquest procés, s'hauria d'haver produït prou gasos per ser escalfats i els líquids volàtils s'haurien perdut per l'espai.
Un altre problema per a la teoria de l'acreció es pensava que durant l'evolució solar l'estrella arriba el que s'anomena fase T-Tauri, quan la contracció de l'estrella disminueix o cessa, i emet una potent corrent de partícules ionitzades. Durant molt de temps es va pensar que aquest flux va ser prou fort per a dissipar qualsevol ambient existent en aquest moment en els planetes interiors del sistema, però les últimes investigacions indiquen que la fase T-Tauri pot aparèixer abans de la formació de planetes, i d'aquesta manera l'evolució solar tindria una participació limitada en la formació i retenció atmosfèrica dels planetes tel·lúrics.
A través d'estudis de l'estructura dels núvols presents i la geologia de la superfície combinats amb el fet que la lluminositat solar va augmentar en un 25% al llarg de 3.800 milions d'anys, es creu que fa quatre mil milions anys el planeta tenia aigua líquida a la superfície, el que tindria conseqüències importants per a l'evolució de la seva atmosfera, de manera que seria similar a l'atmosfera terrestre.
No existeixen formes geològiques del planeta que suggereixin la presència d'aigua en els últims mil milions d'anys, mentrestant no existeixen raons per suposar que Venus és una excepció al procés que va formar la Terra i deu haver hagut aigua durant el començament de la seva història, possiblement deriva de roques úniques que formen el planeta o, més tard, dels estels. L'opinió comuna entre els científics de recerca és que l'aigua deu haver existit fa uns 600 milions d'anys, sobre la superfície abans d'evaporar, de totes maneres alguns com David Grinspoon creuen que fins a 2 milions d'anys podria ser plausible.
Venus finalment va perdre tota la seva aigua, possiblement per la seva dissociació per la forta radiació solar, dividint les molècules d'oxigen, el que es va afegir a les roques, i d'hidrogen, que va ser expulsat a l'espai. La sorprenent manca d'hidrogen a Venus dona suport a aquesta teoria. Un altre resultat d'aquest procés va ser la concentració de diòxid de carboni en la seva atmosfera, el que va generar un efecte hivernacle, responsable de la temperatura de la superfície alta del planeta. L'efecte hivernacle pot haver estat causat per l'evaporació de l'aigua de la superfície i augmentant els nivells de gasos amb efecte d'hivernacle. L'atmosfera venusiana és llavors un objecte d'una atenció a l'estudi del canvi climàtic a la Terra.

## Observació i mesurament a partir de la Terra

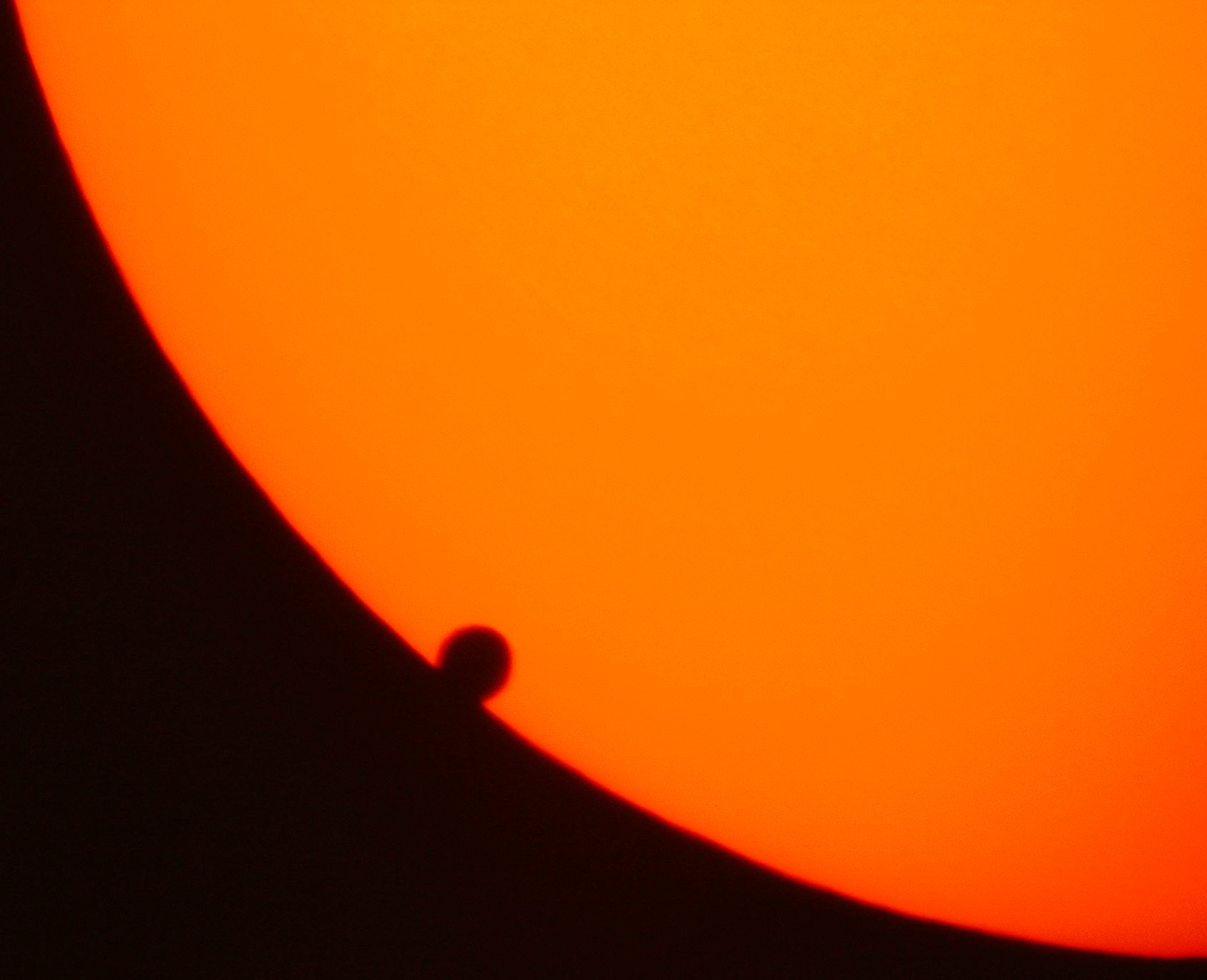
Trànsit de Venus del 8 de juny de 2004, que proporciona informació valuosa sobre l'atmosfera superior mitjançant mesuraments espectroscòpics de la Terra.

El 1761, el polímata Mikhaïl Lomonóssov va observar un anell de llum que envoltava Venus que transitava pel sol i la conclusió que el planeta tenia una atmosfera. El 1940, Rupert Wildt va calcular que la quantitat de CO₂ a l'atmosfera venusiana hauria d'augmentar la temperatura de la superfície per sobre del punt d'ebullició de l'aigua. Això es va confirmar que els mesuraments de temperatura de la Mariner 2 va realitzar mesuraments radiomètrics de temperatura fetes el 1962. El 1967, la Venera 4 va confirmar que l'atmosfera es compon essencialment de diòxid de carboni.
L'atmosfera superior de Venus es pot mesurar des de la Terra quan el planeta creua el disc solar en un esdeveniment rar conegut com el trànsit de Venus. L'últim trànsit de Venus es va produir el 2004. L'ús de l'espectroscòpia astronòmica quantitativa, els científics van ser capaços d'analitzar la llum solar que passa a través de l'atmosfera del planeta per revelar els compostos químics en la seva constitució. Com que la tècnica d'anàlisi de la llum per trobar informació de l'atmosfera del planeta només va demostrar els seus primers resultats el 2001, aquesta va ser la primera oportunitat d'adquirir resultats concloents per aquest mètode en l'atmosfera de Venus des que van començar les observacions de trànsit solar. Aquest trànsit solar serà una rara oportunitat tenint en compte la manca d'informació de l'atmosfera entre 65 i 85 km. El trànsit solar 2004 va permetre als astrònoms per oferir una gran quantitat de dades útils no només per determinar la composició de l'atmosfera de Venus, sinó també per perfeccionar les tècniques utilitzades en la recerca de planetes extrasolars. L'atmosfera prevalent de CO₂ absorbeix prop de la radiació infraroja, el que facilita l'observació. Durant l'observació de 2004, l'absorció en l'atmosfera com una funció de les propietats de longitud d'ona de gasos que es troben en aquestes altituds. L'efecte Doppler dels gasos també poden modificar les normes que s'ha de mesurar.
El trànsit solar de Venus és un esdeveniment extremadament rar, i l'última transició abans de 2004 va ser el 1882. Tot i que el proper trànsit serà en l'any 2012, el proper serà el 2117.

## Missions espacials

### Sondes espacials recents i actuals
La nau espacial Venus Express es troba actualment en òrbita al voltant de Venus, on entra a l'atmosfera utilitzant un espectròmetre d'imatge infraroig en el rang espectral de 1–5 µm.
La sonda Akatsuki de JAXA va ser llançada al maig de 2010, està destinada a estudiar el planeta durant un període de dos anys, inclosos l'estructura i l'ambient de l'activitat, però no va poder entrar en l'òrbita venusiana fins al desembre de 2010. Un segon intent d'aconseguir l'òrbita va tenir èxit el 7 de desembre de 2015. Una de les cinc càmeres conegudes com a "IR2" serà capaç de mesurar l'atmosfera del planeta per sota dels seus gruixuts núvols, a més del seu moviment i distribució de components de rastreig. Amb una òrbita altament excèntrica (altitud de periàpside de 400 km i apoàpside de 310.000 km), podrà fer fotografies de primer pla del planeta i també haurà de confirmar la presència de volcans actius i de llamps.

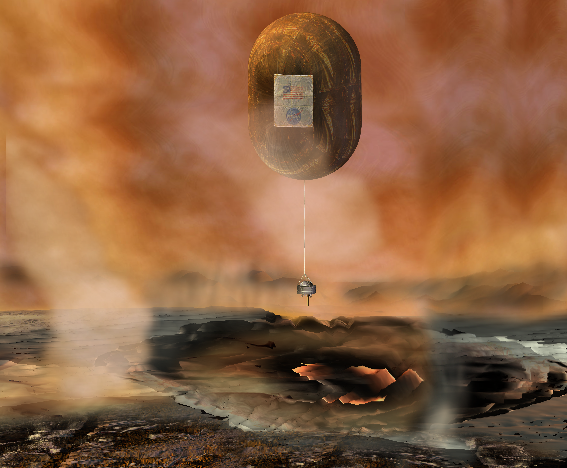
Venus In-Situ Explorer proposat pel programa Noves Fronteres de la NASA.

### Missions proposades
El Venus In-Situ Explorer, proposat pel programa Noves Fronteres de la NASA, té com a objectiu ajudar a comprendre els processos del planeta que provoquen el canvi climàtic, així com aplanar el camí per a noves missions.
Una altra nau espacial anomenada Venus Mobile Explorer ha estat proposat pel Venus Exploration Analysis Group (VEXAG; Grup d'Anàlisi d'Exploració de Venus) per estudiar la composició i mesures isotòpiques de la superfície i l'atmosfera d'aproximadament 90 dies. La data de llançament encara no s'ha definit.
Després de les missions anteriors han descobert la realitat de la naturalesa aproximada de la superfície, l'atenció es va dirigir a altres estrelles com Mart. No obstant això, algunes propostes s'han fet recentment, i molts d'aquests impliquen el poc que se sap de l'atmosfera superior. El programa soviètic Vega el 1985 va llançar dos globus a l'atmosfera, però aquests van ser alimentats per bateria que va durar només dos dies terrestres abans d'esgotar l'energia. Des de llavors no s'han realitzat exploracions de l'atmosfera superior. El 2002, el contractista de la NASA Global Aerospace va proposar un globus que seria capaç de romandre en l'atmosfera superior durant centenars de dies terrestres enfront de dos.
Un "flyer" solar també ha estat proposat per Geoffrey A. Landis per substituir el globus, i la idea s'ha destacat de tant en tant des de l'any 2000. Venus té una alta albedo i reflecteix la major part de la llum del sol fent una superfície fosca i l'atmosfera superior a 60 km té una intensitat solar de més del 90%, el que significa que un panell solar a la part superior i inferior de la nau podria ser utilitzat amb gairebé la mateixa eficiència. A més, la gravetat lleument menor, l'alta pressió atmosfèrica i la rotació lenta permet l'energia solar perpètua fa que aquesta part del planeta ideal per a l'exploració. El flyer proposat operaria millor a una altitud on la llum solar, la pressió atmosfèrica i la pressió atmosfèrica i la velocitat del vent es mantingui en l'aire perpètuament, amb petites inclinacions avall per unes hores i després tornar a altituds més grans. L'àcid sulfúric en els núvols en aquest punt no seria una amenaça per a una nau correctament protegida, aquest flyer solar seria llavors capaç de mesurar l'àrea entre 45 km i 60 km indefinidament, mentre que un error mecànic o problemes imprevistos no provoquessin el fracàs de la missió. Landis també va proposar que igual que els rovers Spirit i Opportunity possiblement podrien explorar la superfície, amb la diferència que els rovers en la superfície serien controlats per senyals de ràdio en sistemes ubicats en els flyers per damunt seu, únicament necessiten peces com motors i transistors per resistir condicions de la superfície, que no impliquin parts febles microelectrònics que no podrien ser resistents a la calor, la pressió i les condicions d'acidesa.
El pla espacial rus per al període 2006-2015 implica el llançament de la sonda Venera-D (Venus-D) al voltant de 2024. Els principals objectius científics de la missió Venera-D són la investigació de l'estructura i la composició química de l'atmosfera i la investigació de l'atmosfera superior, la ionosfera, l'activitat elèctrica, la magnetosfera i la velocitat d'escapament.
El High Altitude Venus Operational Concept (HAVOC) és un concepte de la NASA per a l'exploració de Venus. En comptes de desembarcaments tradicionals, enviaria missions tripulades a l'atmosfera superior, utilitzant dirigibles.